# Франсіско Хав'єр Толедо
Франсіско Хав'єр Толедо (ісп. Francisco Javier Toledo, 30 вересня 1959 — 3 серпня 2006, Сан-Педро-Сула) — гондураський футболіст, що грав на позиції нападника.
Виступав, зокрема, за клуби «Марафон» та «Олімпія», а також національну збірну Гондурасу.

## Клубна кар'єра
Більшу частину кар'єри провів виступаючи за «Марафон», з яким виграв чемпіонат Гондурасу 1979 року. Також сезон провів у іншому місцевому клубі «Тела Тімса», а завершив ігрову кар'єру у команді «Олімпія», за яку виступав протягом 1988 року.

## Виступи за збірну
У складі національної збірної Гондурасу був учасником чемпіонату світу 1982 року в Іспанії, де на поле не виходив, а його команда не подолала груповий етап.
Помер 3 серпня 2006 року на 47-му році життя у лікарні Маріо Катаріно Рівас у місті Сан-Педро-Сула після тривалої хвороби.

## Досягнення
- Чемпіон Гондурасу: 1980
- Переможець Чемпіонату націй КОНКАКАФ: 1981
- Срібний призер Чемпіонату націй КОНКАКАФ: 1985